# Confédération des associations tribales du Katanga

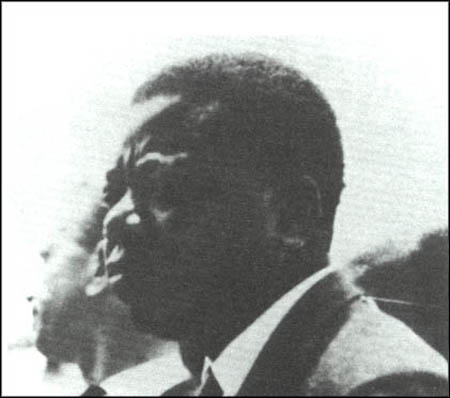
L'un des dirigeants et fondateurs de CONAKAT

La Confédération des associations tribales du Katanga (CONAKAT) est un ancien parti politique du Katanga au Congo belge, fondé en 1958. Ses dirigeants étaient Moïse Tshombe et Godefroid Munongo. Alexis Kishiba et Justin Meli sont les deux pères -fondateurs du parti.  le 1e février 1958, le premier publie un article dans le journal l'Essor du Katanga " Katangais où es-tu ?" Avec le second, ils fondent une association dénommée AIKAT, Association des Indigènes du Katanga, qui deviendra, plus tard, la FETRIKAT, Fédération des Tribus du Haut-Katanga. Evariste Kimba, Dominique Diur et d'autres leaders nouent des contacts avec la FETRIKAT pour mettre sur pied un rassemblement de toutes les associations - mutuelles du Katanga. Convoquée à la Maison des Associations, à côté de l'hospice des vieillards de la Commune Albert -Kamalondo, sous la présidence de Justin Meli, la rencontre accouche de la Conakat, plateforme de plusieurs associations katangaises:
La Fetrikat de Kishiba Alexis, l
En 1960, la CONAKAT redwe, Gasso el de Moïse Tshombe, Atcar de Muhunga Ambroise, Assondef de Kasapato, Abakat de Nyembo Albert et Asobakat de Masimango Sylvestre.
Kalenda Mathieu est élu premier président de la Conakat, Godefroy Munongo, vice-président et Meli Justin, secrétaire.
Mobutu mit fin à la sécession katangaise en 1963.